# Havelock North
Havelock North is een kleine stad in de regio Hawke's Bay in Nieuw-Zeeland, 7 kilometer ten zuidoosten van Hastings. Het is een plaats waar veel rijkere inwoners van Hastings naartoe zijn getrokken. Net als veel plaatsen op het Noordereiland, is Havelock North veel groter geworden dan zijn naamgenoot op het Zuidereiland, Havelock, in de Marlborough Sounds.
De plaats floreert op de wijn en fruitindustrie uit de omgeving.
Havelock North ligt aan de voet van Te Mata Peak, een 400 meter hoge berg waar volgens een Māori legende het lichaam ligt van de reus Te Mata o Rongokako.